# Braunsfeld (Kolonia)
Braunsfeld, Köln-Braunsfeld – dzielnica miasta Kolonia w Niemczech, w okręgu administracyjnym Lindenthal, w kraju związkowym Nadrenia Północna-Westfalia, na lewym brzegu Renu.